# Efeito de Voigt
O efeito de Voigt é uma classe de efeitos, resultando no que é chamado birrefringência magnética ou refração magnética dupla. É um fenômeno magneto-óptico com origem similar ao efeito de Faraday. No efeito de Faraday, a polarização da luz pode ser rotacionada quando direcionada através de um meio transparente ao qual um campo magnético externo é aplicado. O efeito de Voigt é similar, porém enquanto o efeito de Faraday é linear no campo aplicado, o efeito de Voigt é quadrático. Esta escala quadrática origina-se de um arranjo onde o campo magnético externo é aplicado em ângulos retos à direção de propagação. Neste caso, todos os efeitos que são proporcionais ao campo magnético desaparecem. O efeito de Voigt foi descoberto em 1902 por Woldemar Voigt.
O termo efeito de Voigt é normalmente reservado para a observação do deslocamento de polarização anteriormente mencionado, quando um vapor desempenha o papel do meio transparente. Quando um líquido é tal meio, o efeito é muito forte (ou seja, a proporcionalidade quadrática do campo magnético é maior), sendo o efeito então conhecido como efeito de Cotton–Mouton.